# Kreuz Hagen
Kreuz Hagen is een knooppunt in de Duitse deelstaat Noordrijn-Westfalen.
Op dit knooppunt kruist de A45 Kreuz Dortmund-Nordwest-Seligenstädter Dreieck de A46 Hagen-Hemer.

## Geografie
Het knooppunt ligt in het oosten van de stad Hagen. Nabijgelegen stadsdelen zijn Berchum, Bissinghausen, Eppenhausen, Halden, Haßley en Herbeck. het knooppunt ligt ongeveer 4 km ten oosten van het centrum van Hagen, ongeveer 24 km ten zuidoosten van Dortmund, en ongeveer 84 km ten noordwesten van Siegen.

## Configuratie
Rijstrook
Vanwege drukker verkeer heeft de A45 richting Frankfurt am Main 3 rijstroken een richting het knooppunt 2 rijstroken.  Het noordelijk deel ven de A45 heeft 2x3 rijstroken. De A46 heeft 2x3 rijstroken. Alle directe verbindingswegen hebben twee rijstroken en alle klaverbladlussen hebben één rijstrook.
Knooppunt
Het is een klaverbladknooppunt met rangeerbanen.

## Verkeersintensiteiten
Dagelijks passeren ongeveer 105.000 voertuigen het knooppunt.
| Van                       | Naar                   | Gemiddeld aantal voertuigen per dag | Percentage vrachtverkeer |
| ------------------------- | ---------------------- | ----------------------------------- | ------------------------ |
| AS Schwerte-Ergste (A 45) | AK Hagen               | 74.700                              | 14,6 %                   |
| AK Hagen                  | AS Hagen-Süd (A 45)    | 66.900                              | 17,8 %                   |
| Autobahnende (A 46)       | AK Hagen               | 23.000                              | 03,4 %                   |
| AK Hagen                  | AS Hohenlimburg (A 46) | 43.900                              | 09,0 %                   |

## Richtingen knooppunt
| Aansluitende wegen | Aansluitende wegen                     | Aansluitende wegen                                  | Aansluitende wegen | Aansluitende wegen |
| ------------------ | -------------------------------------- | --------------------------------------------------- | ------------------ | ------------------ |
|                    |                                        | richting Schwerte-Ergste / Keulen Dortmund / Bremen |                    |                    |
|                    |                                        |                                                     |                    |                    |
| richting Hagen     | richting Hagen-Hohenlimburg / Iserlohn |                                                     |                    |                    |
|                    |                                        |                                                     |                    |                    |
|                    |                                        | richting Hagen-Süd / Siegen Frankfurt a.M.          |                    |                    |